# Руда (провінція Удіне)
Руда (італ. Ruda) — муніципалітет в Італії, у регіоні Фріулі-Венеція-Джулія, провінція Удіне.
Руда розташована на відстані близько 450 км на північ від Рима, 39 км на північний захід від Трієста, 29 км на південний схід від Удіне.
Населення — 2940 осіб (2014).

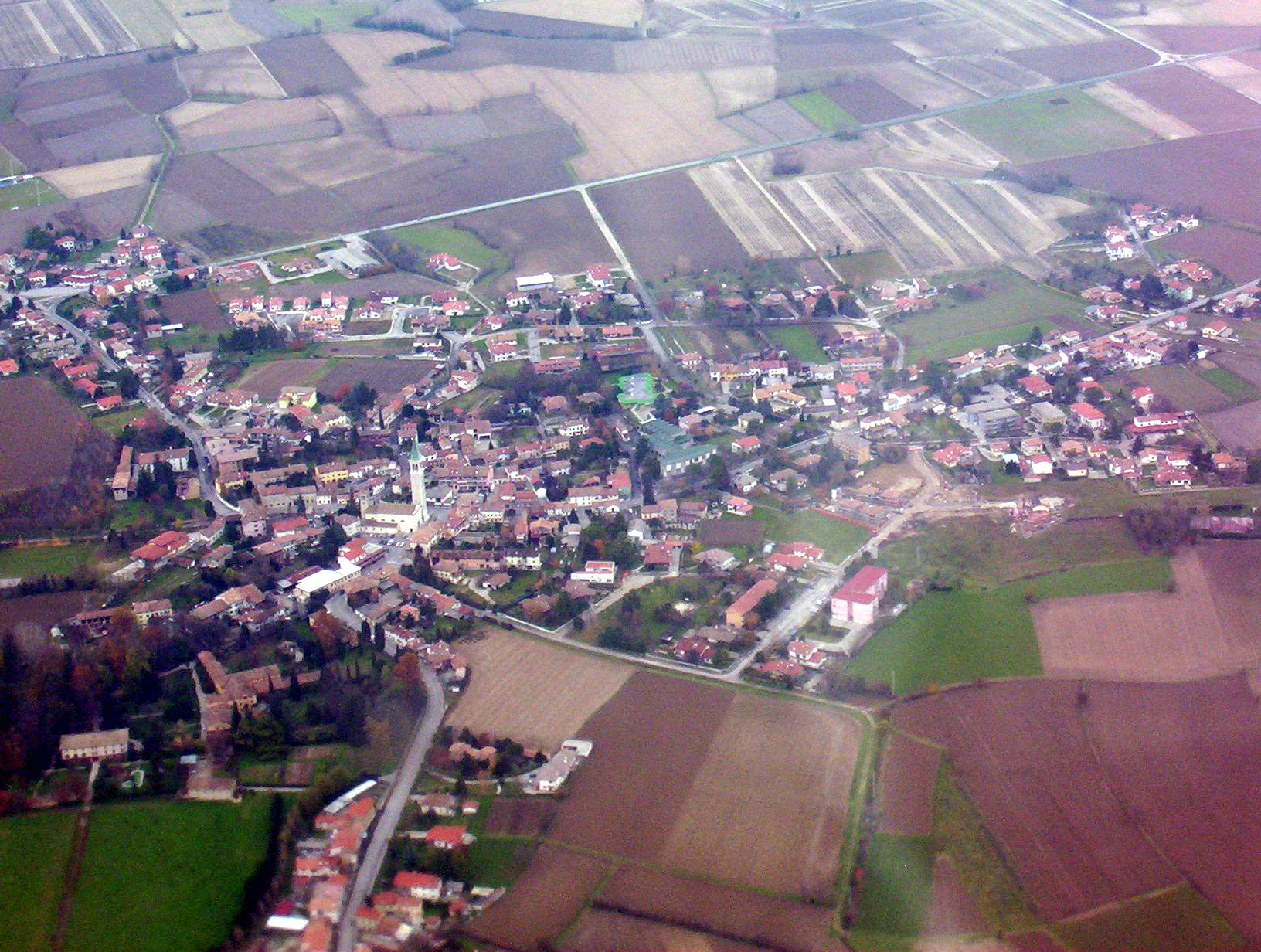

Щорічний фестиваль відбувається 26 грудня. Покровитель — святий Степан.

## Демографія
Населення за роками:

Станом на 1 січня 2023 року в муніципалітеті офіційно проживав 131 іноземець з 28 країн, серед них 68 громадян країн Євросоюзу та 12 громадян України.

## Уродженці
- Тарчизіо Бурн'їч (*1939) — відомий у минулому італійський футболіст, захисник, згодом — футбольний тренер.

## Сусідні муніципалітети
- Аєлло-дель-Фріулі
- Камполонго-аль-Торре
- Червіньяно-дель-Фріулі
- Фьюмічелло
- Сан-П'єр-д'Ізонцо
- Турріако
- Вілла-Вічентіна
- Віллессе